# Ингульский мост
Ингульский мост (Ингульный мост, укр. Iнгульський (Iнгульний) міст) — разводной мост через реку Ингул в городе Николаеве, Украина. Разводной пролёт предназначен для пропуска судов с Судостроительного завода.

## История
Первый мост через Ингул был построен в 1792—1795 гг. как наплавной, проложенный на понтонах.
Современный мост был открыт 6 ноября 1981 года. Спроектирован мост проектными институтами Ленгипростроймост и киевским филиалом Союздорпроекта. Построен Мостопоездом № 444 Мостостроя № 1 (сейчас — Мостоотряд № 73).

## Конструкция

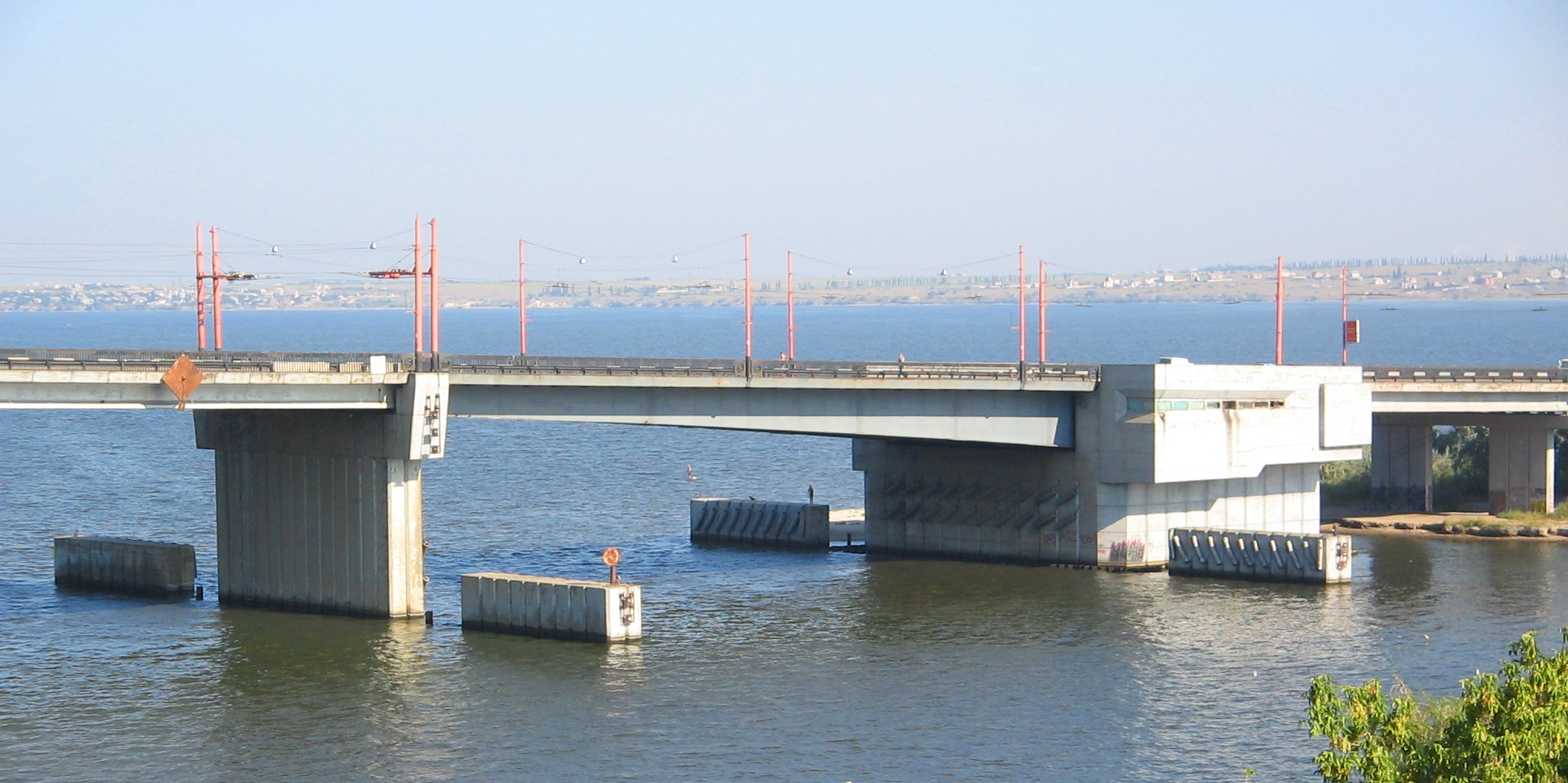
Разводной пролёт моста

Мост разводной тринадцатипролётный. Схема моста: 5х33 + 76,25 + 7х33 м. Русловой пролёт длиной 76,25 м — разводной металлический, однокрылый с противовесом. Эстакадные части состоят из сборных железобетонных преднапряжённых балок длиной по 33 м. Длина моста составляет 422 м, ширина — 18,5 м (4 полосы автотранспорта), два тротуара по 2,25 м. Разводной пролёт обеспечивает габарит 55 х 60 м.
Фундаменты опор на оболочках диаметром 0,6 м. Тела опор — сборно-монолитные железобетонные.